# Campeonato de Wimbledon 2010
El Campeonato de Wimbledon 2010 fue un torneo de tenis jugado sobre hierba que se disputó en las pistas del All England Lawn Tennis and Croquet Club de Wimbledon entre el 21 de junio y el 4 de julio. Esta fue la 124.ª edición del campeonato que forma parte del Grand Slam de tenis.
Como suceso curioso se destaca el partido entre el francés Nicolas Mahut y el estadounidense John Isner que duró 11 horas y 5 minutos (3 días de campeonato), concluyendo el último set a favor del estadounidense 70 a 68. El estadounidense batió el récord de mayor cantidad de aces en un mismo partido, con 113 aces, ocupando el segundo lugar en el mismo récord el propio Mahut, en el mismo partido. Se convirtió en el partido más largo de la historia del tenis.

## Finales

### Sénior

#### Individuales masculino
Rafael Nadal vence a  Tomáš Berdych 6-3, 7-5, 6-4

#### Individuales femenino
Serena Williams vence a  Vera Zvonareva 6-3, 6-2

#### Dobles masculino
Jürgen Melzer /  Philipp Petzschner vencen a  Robert Lindstedt /  Horia Tecău 6-1, 7-5, 7-5

#### Dobles femenino
Vania King /  Yaroslava Shvédova vencen a  Yelena Vesnina /  Vera Zvonareva 7-6(6), 6-2

#### Dobles mixtos
Leander Paes /  Cara Black vencen a  Wesley Moodie /  Lisa Raymond 6-4, 7-6(5)

### Junior

#### Individuales masculino
Márton Fucsovics vence a  Benjamin Mitchell 6-4, 6-4

#### Individuales femenino
Kristýna Plíšková vence a  Sachie Ishizu 6-3, 4-6, 6-4

#### Dobles masculino
Liam Broady /  Tom Farquharson vencen a  Lewis Burton /  George Morgan 7-6(4), 6-4

#### Dobles femenino
Tímea Babos /  Sloane Stephens vencen a  Irina Khromacheva /  Elina Svitolina 6-7(7), 6-2, 6-2